# Karol Elbert
Karol Elbert (19. prosince 1911 Trnava – 20. listopadu 1997 tamtéž) byl slovenský dirigent a hudební skladatel.

## Život
Po absolvování střední školy v Trnavě studoval na Hudobní a dramatické akademii v Bratislavě skladbu u Alexandra Moyzese a dirigování u Josefa Vincourka. Krátce byl angažován jako korepetitor v Městském divadle v Opavě a v letech 1937–1939 byl korepetitorem a dirigentem operety ve Východoslovenském divadle v Košicích. Za tzv. Slovenského státu byl kvůli svému židovskému původu pronásledován. Živil se jako kavárenský klavírista v Žilině, Bánovcích nad Bebravou či v Banské Bystrici. O jeho osudu v té době vypovídá film V tichu natočený v česko-slovenské koprodukci v roce 2014 režisérem Zdeňkem Jiráským.
Od roku 1948 působil jako dirigent operetního souboru Nové scény v Bratislavě a po roce 1953 jako redaktor a lektor zábavné hudby v Československém rozhlase v Bratislavě.

## Dílo (výběr)
Komponoval převážně zábavnou hudbu, operety a scénickou hudbu k veselohrám. Od roku 1940 je znám jako autor oblíbených tanečních písní.
- Neposlušné kuriatko (dětská rozhlasová opera, 1954)

### Operety
- Z prístavu do prístavu (1957)
- Dovidenia láska (1958)

### Orchestrální skladby
- Malá suita op. 1 (1935)
- Filmová hviezda (1950)
- V cirkuse (1952)
- Dumka a tanec (1953)
- Predohra k španielskej komédii (1953)
- Dve slovenské rapsódie (1957)
- Obrázok z mladosti (1963)
- Jar v Bratislave (1969)

### Komorní hudba
- Štyri jazzové skladby pro klavír čtyřručně
- Tri jazzové skice I. a II.
- Suita pre klavír (1943)
- Jazzová sonáta (1945)
- Sonáta pre husle a klavír op. 4 (1935–1936)
- Päť piesní op. 5 (1945)
- Šesť lyrických piesní pre tenor a klavír na poéziu slovenských básnikov (1961)

### Scénická hudba
- Ťava uchom ihly (František Langer, 1948)
- Sokyňa (1949)
- Spievajúce Benátky (Carlo Goldoni, 1949)
- Šusterský mier (1949)